# Danilo Carrera Drouet
Danilo Carrera Drouet (Guayaquil, Equador, 13 de outubro de 1938) é um político, dirigente desportivo e empresário equatoriano conhecido por ser Presidente do Conselho e um dos principais acionistas do Banco Guayaquil. É cunhado do presidente Guillermo Lasso. 

## Carreira profissional

### Cargos privados
Danilo Carrera fundou com seu cunhado, Guillermo Lasso, a Financiera Finansur (1981), que se tornou a corporação financeira com mais ativos do país, ocupando o cargo de Presidente do Conselho. Em 1984, o Grupo Finansur adquiriu a maioria das ações do Banco Guayaquil. Em 1990, as duas entidades se fundiram para criar o Banco Guayaquil, onde atualmente ocupa a função de Presidente do Conselho.
Foi sub-reitor da Faculdade de Economia e diretor da área de administração da Universidad Católica de Santiago de Guayaquil, professor na Escuela Superior Politécnica del Litoral.
Também exerceu as funções de Presidente do Colégio de Economistas de Guayaquil, Presidente do Colégio de Economistas do Equador e do Grupo Andino, Gerente Geral e Fundador da Bolsa de Valores de Guayaquil e Presidente da Junta Cívica de Guayaquil.
No campo desportivo desempenhou importantes funções como Presidente da Organização Desportiva Bolivariana (ODEBO), Presidente do Comitê Olímpico Equatoriano, Presidente da Federação Equatoriana de Tênis, membro da Comissão de Cultura e Esportes do Comitê Olímpico Internacional (COI), tesoureiro da Organização Desportiva Pan-Americana e Vice-presidente da Organização Desportiva Sul-Americana (ODESUR).

### Cargos públicos
Os cargos que ocupou no setor público foram:
- Gerente do Banco Central do Equador[1]
- Presidente da Junta Monetária do Banco Central do Equador[1]
- Ministro das Indústrias, Comércio e Integração[1]
- Ministro Plenipotenciário no Pacto Andino
- Representante perante o Banco Mundial e o Fundo Monetário Internacional (FMI)

## Escândalos

### Paradise Papers
Está vinculado aos registros dos Paradise Papers, sendo diretor e vice-presidente da Andean Investment Ltd. nas Ilhas Cayman.

### Caso Encuentro
Em 9 de janeiro de 2023, o jornal digital La Posta publicou uma reportagem investigativa que revelava um esquema de corrupção em empresas públicas, supostamente comandado por Danilo Carrera. Seu operador de confiança seria Rubén Chérrez, que em 2021 criou sete empresas em um único dia e que era processado por narcotráfico. O escândalo foi batizado de "Caso El Gran Padrino". O governo permaneceu em silêncio por dois dias, até que Guillermo Lasso, em entrevista concedida em 11 de janeiro, refutou a denúncia e defendeu Carrera. Diante dessas denúncias, a Fiscalía General del Estado decidiu abrir uma investigação.  Em 20 de janeiro, após onze dias da publicação do La Posta, a promotoria realizou oito incursões simultâneas em Guayaquil e uma em Quito no âmbito das investigações do caso, renomeando-o como "Caso Encuentro".